# Károly Güttler
Károly Güttler (Budapest, 15 giugno 1968) è un ex nuotatore ungherese.
Specializzato nella rana ha vinto la medaglia d'argento nei 100 m rana alle Olimpiadi di Seoul 1988 e nei 200 m rana ad Atlanta 1996.

## Palmarès
- Olimpiadi

Seoul 1988: argento nei 100m rana.
Atlanta 1996: argento nei 200m rana.
- Mondiali

Roma 1994: argento nei 100m rana e bronzo nei 200m rana.
- Europei

Sheffield 1993: oro nei 100m rana, argento nei 200m rana e nella 4x100m misti.
Vienna 1995: argento nei 100m rana, nei 200m rana e nella 4x100m misti.
Siviglia 1997: argento nei 100m rana.
Istanbul 1999: bronzo nei 50m rana.
Berlino 2002: bronzo nei 50m rana.

## Riconoscimenti
- World Swimmer of the Year: 1993
- European Swimmer of the Year: 1993